# Hyalinobatrachium guairarepanense
Espèce
Synonymes
- Hyalinobatrachium guairarepanensis Señaris, 2001 "1999"

Statut de conservation UICN

 EN B1ab(iii) : En danger
Hyalinobatrachium guairarepanense est une espèce d'amphibiens de la famille des Centrolenidae.

## Répartition
Cette espèce est endémique du Venezuela. Elle se rencontre au La Guaira, au Miranda et dans le district capitale de Caracas de 720 à 1 000 m d'altitude dans la cordillère de la Costa.

## Étymologie
Son nom d'espèce, composé de guairarepan et du suffixe latin -ense, « qui vit dans, qui habite », lui a été donné en référence au lieu de sa découverte.

## Publication originale
- Señaris, 2001 "1999" : Una nueva especie de Hyalinobatrachium (Anura: Centrolenidae) de la Cordillera de la Costa, Venezuela. Memoria de la Fundación La Salle de Ciencias Naturales, vol. 152, p. 133-147.